# Jamboree mondial de 1998

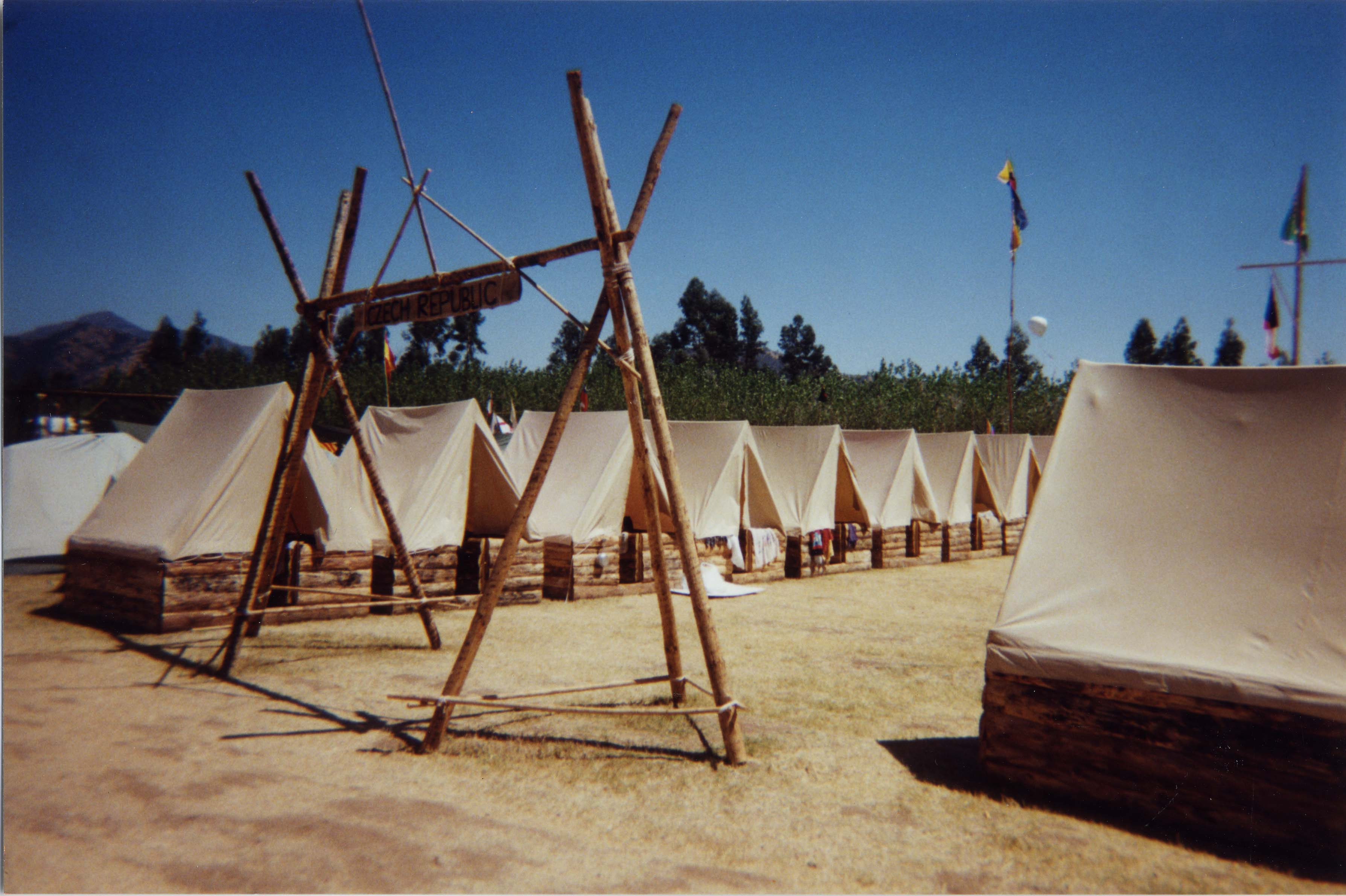
Camp Tchèques durant le Jamboree mondial de 1998.

Le 19e Jamboree scout s'est déroulé à Picarquín au Chili, du 27 décembre 1998 au 6 janvier 1999. 
Le rassemblement, inauguré par le président du Chili Eduardo Frei, est le premier jamboree à se tenir en Amérique latine. Il réunit 31 000 scouts autour du thème Ensemble bâtissons la paix et cinq grands axes: le village mondial du développement, la terre qui nous accueille, le service, la nature et le jeu.